# Les Internes
Pour plus de détails, voir Fiche technique et Distribution.
Les Internes (The Interns) est un film américain réalisé par  David Swift  et sorti en 1962.

## Synopsis
Le film retrace les conflits personnels et professionnels entre des internes en médecine et des chirurgiens d'un hôpital.

## Fiche technique
- Titre original : The Interns
- Réalisation : David Swift
- Scénario : Walter Newman, David Swift
- Producteur : 	Robert Cohn
- Distributeur : Columbia Pictures
- Photographie : Russell Metty
- Lieu de tournage : Los Angeles[1]
- Musique : Leith Stevens
- Montage : Al Clark, Jerome Thoms
- Durée : 120 minutes
- Date de sortie : 8 août 1962

## Distribution
- Michael Callan : Dr Alec Considine
- Cliff Robertson : Dr John Paul Otis
- James MacArthur : Dr Lew Worship
- Nick Adams : Dr Sid Lackland
- Suzy Parker : Lisa Cardigan
- Haya Harareet : Dr Madolyn Bruckner
- Anne Helm : Mildred
- Stefanie Powers : Infirmière Gloria Mead
- Buddy Ebsen : Dr Sidney Wohl
- Telly Savalas : Dr Dominic Riccio
- Katharine Bard : Infirmière Vicky Flynn
- Kaye Stevens : Infirmière Didi Loomis
- Gregory Morton : Dr Hugo Grandchard
- David Bond (non crédité) : un anesthésiste

## Distinctions
Le film a été nommé en 1963 au Golden Globe de la meilleure promotion pour l'entente internationale.